# Patrice Martin-Lalande
 (décembre 2010).
Si vous disposez d'ouvrages ou d'articles de référence ou si vous connaissez des sites web de qualité traitant du thème abordé ici, merci de compléter l'article en donnant les références utiles à sa vérifiabilité et en les liant à la section « Notes et références ».
Ne doit pas être confondu avec Patrice Martin.
Patrice Martin-Lalande, né le 2 décembre 1947 à Grenoble (Isère), est un homme politique français.
Membre des Républicains, il a été député de la deuxième circonscription de Loir-et-Cher de 1993 à 2012. Il a également été conseiller général de Loir-et-Cher de 1979 à 2015 et maire de Lamotte-Beuvron de 1982 à 2001.

## Biographie
Patrice Martin-Lalande passe sa jeunesse à Lamotte-Beuvron où son père, le docteur Jacques Martin-Lalande, est le médecin-directeur du sanatorium des Pins. Après l’école et le collège de Lamotte, il continue sa scolarité aux lycées Pothier et Sainte-Croix d'Orléans, puis en Faculté de droit. Il achève ses études supérieures à l'université Paris II et à l'Institut d'études politiques de Paris en 1972.
Il s'engage dans la vie politique dès 1969 en adhérant à l’Union des jeunes pour le progrès (UJP), le mouvement des jeunes gaullistes dont il est le responsable de la section de Lamotte-Beuvron, puis du département de Loir-et-Cher et de la région Centre. Entre 1969 et 1970, il est membre du bureau national (chargé des relations avec la presse) de l’Alliance des mouvements réformistes universitaires (AMRU), un syndicat étudiant qui soutient la réforme universitaire lancée après 1968 par le ministre de l'Éducation nationale Edgar Faure. À Sciences Po Paris en 1970, il milite au sein de l’Union des Étudiants Gaullistes.
Il est membre actif du « Club Nouvelles Frontières » présidé par l’ancien ministre Jean Charbonnel entre 1971 et 1972.
De 1972 à 1981, Patrice Martin-Lalande est chargé de mission ou conseiller technique au sein de différents cabinets ministériels. Il participe successivement aux cabinets de Raymond Marcellin à l'Intérieur, Joseph Fontanet à l'Éducation nationale, Robert Galley à la Coopération et à la Défense, Jean-Pierre Soisson aux Universités puis à la Formation professionnelle , Antoine Rufenacht auprès du Premier ministre puis à l'Industrie et Jean-Philippe Lecat à la Culture et à la Communication.
Lors de l'alternance de 1981, il devient, jusqu'en 1983, directeur de cabinet de Jean Delaneau, président du conseil régional du Centre. De 1984 à 1986, il est chargé de mission au cabinet de Michel Giraud, président du conseil régional d'Île-de-France. De 1986 à 1988, il est chargé de mission au cabinet du Ministre de l'Environnement Alain Carignon.

## Parcours politique

### Mandats législatifs
Patrice Martin-Lalande est député de Loir-et-Cher de 1993 à 2017 (élu en battant le candidat socialiste Jeanny Lorgeoux en 1993, 1997, 2002, 2007 et la candidate socialiste Tania André en 2012). Il est le suppléant de Guillaume Peltier, élu député de Loir-et-Cher le 18 juin 2017.
Il est successivement, au cours des cinq législatures, membre de la Commission de la défense (1993-1997), secrétaire de la Commission des affaires culturelles (1997-2002), membre de la Commission des finances et rapporteur spécial du budget des « Médias » (2002-2012). Il est membre de la Commission des affaires étrangères (2012-2017), il en est le "rapporteur pour avis" du budget de l'audiovisuel extérieur et il préside notamment une mission d’information sur la Chine et une mission d'information sur l'Amérique latine.
Membre du Groupe UMP, il siège au Bureau de ce groupe de 2002 à 2012. Il est nommé en novembre 1996, par le Premier ministre Alain Juppé et le ministre des Télécommunications François Fillon, « parlementaire en mission » ; il leur remet en avril 1997 le rapport L’internet, un vrai défi pour la France qui présente 134 propositions pour développer l’internet en France. Créateur en 1997 du Groupe d’études sur l’internet de l’Assemblée nationale, il copréside ce groupe depuis sa création jusqu'en 2017.
De 2007 à 2012, il est le président exécutif du Groupe français (50 députés et 50 sénateurs) de l’Union interparlementaire (UIP, organisation mondiale des parlements) et préside l’une des 3 commissions de l’UIP.
Il est le premier parlementaire à apporter son soutien à Nathalie Kosciusko-Morizet pour le 1er tour de la primaire présidentielle des Républicains de 2016. Au 2d tour, il soutient Alain Juppé.

### Mandats locaux
Il est maire-adjoint d’Olivet (Loiret) de 1977 à 1979. Il est conseiller général du canton de Lamotte-Beuvron (Loir-et-Cher) pendant 36 ans de 1979 à 2015.
Il est vice-président du conseil général de Loir-et-Cher de mars 1994 à mars 2015, chargé depuis 2004 des Nouvelles technologies de l’information et de la communication, et premier vice-président de 2012 à 2015. Il est maire de la commune de Lamotte-Beuvron de septembre 1982 à mars 2001.
Il est conseiller régional du Centre et président de la commission « Éducation et formation » pendant sept ans (1986-1993), jusqu’à son élection comme député.
Il est aussi président du Syndicat de la Sologne (SMADES) de 1986 à 2009 et président du Pays de Grande Sologne depuis sa création en 1997 jusqu'en septembre 2018.

## Publications
- Le Loir-et-Cher, Hachette, coll. « Gens et Pays de France », 1983.
- L’internet: un vrai défi pour la France (rapport au Premier Ministre comme « parlementaire en mission »), 1997 (lire en ligne).
- Mission parlementaire sur le régime juridique du jeu vidéo en droit d'auteur, rapport au Premier Ministre comme "parlementaire en mission", 2011 (lire en ligne).